# 布鲁诺·博尼
布鲁诺·博尼（義大利語：Bruno Boni，1915年5月13日—2003年3月30日），意大利男子赛艇运动员。他曾代表意大利参加1948年夏季奥林匹克运动会赛艇比赛，获得男子双人单桨无舵手铜牌。